# Suzanne Nijs
Suzanna Melania Charlotta Maria (Suzanne) Nicolas-Nijs (Kortrijk, 4 november 1902 – Steyl, 1 april 1985) was een Belgische beeldhouwster.

## Leven en werk
Nijs (ook: Nys) werd geboren in België. Toen in 1914 de Eerste Wereldoorlog uitbrak vluchtte haar moeder met de kinderen naar Londen. Nijs trok verder naar Glasgow, waar ze les kreeg aan de kunstacademie. Vanaf 1916 woonde en studeerde ze in Italië. Na de oorlog ging ze terug naar België en werd een leerling van Victor Rousseau aan de Koninklijke Academie voor Schone Kunsten te Brussel. Ze maakte als beeldhouwster vooral portretkoppen en christelijk religieuze voorstellingen, daarnaast tekende ze figuurstudies en landschappen.
In 1924 trouwde Nijs met de Nederlandse schilder en glazenier Joep Nicolas (1897-1972). Het paar woonde in het Noord-Hollandse Groet, van 1939 tot 1958 in de Verenigde Staten en ten slotte in Steyl. In 1935 exposeerde het echtpaar samen in het stadhuis van Sittard. Nijs overleed op 82-jarige leeftijd. Ze werd, net als haar man, begraven op het kerkhof bij de Basiliek van de H.H. Wiro, Plechelmus en Otgerus in Sint Odiliënberg.

## Kunstwerken
- Fonteinkunstwerk in het Majellapark in Utrecht
- Mariabeeld in de Sint-Theresiakapel van Tegelen
- Bronzen kruisweg in de Sint-Pancratiusbasiliek van Tubbergen